# Hermann Herzog (Politiker, 1844)
Hermann Herzog (* 24. Dezember 1844 in Neugersdorf; † 7. Juni 1904 in Strehlen) war Textilfabrikant und Mitglied des Deutschen Reichstags.

## Leben
Herzog war Textilfabrikant in Neugersdorf unter der Firma Hermann Herzog & Co., die 1844 gegründet wurde und bis 1872 noch Christian Friedrich Herzog Textilfabrik hieß. Seit 1993 heißt sie Heytex Neugersdorf GmbH.
Von 1893 bis 1898 war er Mitglied des Deutschen Reichstags für den Reichstagswahlkreis Königreich Sachsen 2 (Löbau) und die Freisinnige Volkspartei.